# ルビコン (バンド)
ルビコン（Rubicon）は、1977年にアメリカ合衆国で結成されたファンク・バンドである。

## 来歴
1978年にスライ&ザ・ファミリー・ストーンの元メンバーであるジェリー・マルティーニを中心にサンフランシスコ・ベイエリアで結成された。
同年にアルバム『シスコの熱風』をリリースし、カリフォルニア・ジャム2にも出演した。
1979年にアルバム『夢のアメリカ』を発表した。
バンド解散後、ジャック・ブレイズ、ブラッド・ギルス、ケリー・ケイギー（ツアー・メンバー）は、ハードロック・バンド、ナイト・レンジャーを結成した。
また、ジョニー・コーラは、ヒューイ・ルイス&ザ・ニュースのメンバーとなったことで知られている。

## メンバー
- ジェリー・マルティーニ (Jerry Martini) - サクソフォーン
- デニス・マルセリーノ (Dennis Marcellino) - サクソフォーン、フルート、ボーカル
- ブラッド・ギルス (Brad Gillis) - ギター
- ジャック・ブレイズ (Jack Blades) - ベース
- グレッグ・エクラー (Greg Eckler) - ドラム、ボーカル
- ジム・ピュー (Jim Pugh) - キーボード
- マックス・ハスケット (Max Haskett) - トランペット、ボーカル ※コールド・ブラッドの元メンバー
- ジョニー・コーラ (Johnny Colla) - サクソフォーン、ギター

### ツアー・メンバー
- ケリー・ケイギー (Kelly Keagy) - ドラム

## ディスコグラフィ

### スタジオ・アルバム
- 『シスコの熱風』 - Rubicon (1978年)
- 『夢のアメリカ』 - America Dreams (1979年)

### 参加オムニバス・ライブ・アルバム
- 『カリフォリニア・ジャム・2・ライブ』 - California Jam 2 (1978年) ※2曲収録
- 『カリフォルニア・ジャムII 1978』 - California Jam 2 Ontario 1978 (2017年) ※上記の増補盤。4曲収録